# Liste des partis politiques au Paraguay
La liste des partis politiques au Paraguay répertorie de manière non exhaustive les partis politiques de la république du Paraguay, un pays d'Amérique du Sud. 

## Liste
| Nom en français                         | Nom en espagnol                      | Fondation | Courant politique       |
| --------------------------------------- | ------------------------------------ | --------- | ----------------------- |
| Parti colorado                          | Partido Colorado                     | 1887      | Conservatisme           |
| Parti libéral radical authentique       | Partido Liberal Radical Auténtico    | 1887      | Libéralisme             |
| Parti révolutionnaire fébrériste        | Partido Revolucionario Febrerista    | 1951      | Social-démocratie       |
| Alliance patriotique pour le changement | Alianza Patriótica para el Cambio    | 2007      | Social-démocratie       |
| Parti démocrate chrétien                | Partido Demócrata Cristiano          | 1960      | Démocratie chrétienne   |
| Parti Pays solidaire                    | Partido País Solidario               | 2000      | Socialisme démocratique |
| Parti démocrate progressiste            | Partido Demócrata Progresista        | 2007      | Socialisme démocratique |
| Parti communiste paraguayen             | Partido Comunista Paraguayo          | 1928      | Communisme              |
| Front Guasú                             | Frente Guasu                         | 2010      | Socialisme démocratique |
| Mouvement populaire Tekojoja            | Movimiento Popular Tekojoja          | 2006      | Progressisme            |
| J'y crois                               | Yo creo                              | 2019      | Libéralisme             |
| Parti de l'amour de la patrie           | Partido Patria Querida               | 2001      | Libéral-conservatisme   |
| Parti de la croisade nationale          | Partido Cruzada Nacional             | 2018      | Nationalisme            |
| Parti politique Agissons                | Partido Político Hagamos             | 2016      | Progressisme            |
| Parti de la rencontre nationale         | Partido Encuentro Nacional           | 2001      | Social-libéralisme      |
| Union nationale des citoyens éthiques   | Unión Nacional de Ciudadanos Éticos  | 2002      | Nationalisme            |
| Parti du mouvement au socialisme        | Partido del Movimiento al Socialismo | 2006      | Socialisme              |